# Plasa Hotin, județul Hotin
Plasa Hotin a fost o unitate administrativ-teritorială din perioada interbelică, în județul Hotin din România.
Plasa Hotin avea (la 1930) 61 localități.
| Nr. crt. | Denumire localitate         | Tip                                  | Raionul în care se află în prezent | Regiunea          | Țara    |
| -------- | --------------------------- | ------------------------------------ | ---------------------------------- | ----------------- | ------- |
| 1        | Anadoli                     |                                      |                                    |                   |         |
| 2        | Aresteuca                   | sat în comuna Prigorodoc             | Raionul Hotin                      | Regiunea Cernăuți | Ucraina |
| 3        | Atachi                      | comună                               | Raionul Hotin                      | Regiunea Cernăuți | Ucraina |
| 4        | Balamutca                   | comună                               | Raionul Zastavna                   | Regiunea Cernăuți | Ucraina |
| 5        | Bârnova                     | comună                               | Raionul Chelmenți                  | Regiunea Cernăuți | Ucraina |
| 6        | Beresta                     | comună                               | Raionul Noua Suliță                | Regiunea Cernăuți | Ucraina |
| 7        | Bocicăuți                   | comună                               | Raionul Hotin                      | Regiunea Cernăuți | Ucraina |
| 8        | Capilauca                   | comună                               | Raionul Hotin                      | Regiunea Cernăuți | Ucraina |
| 9        | Ceponosa                    | comună                               | Raionul Hotin                      | Regiunea Cernăuți | Ucraina |
| 10       | Cerlina Mare                |                                      | Raionul Noua Suliță                | Regiunea Cernăuți | Ucraina |
| 11       | Chișla-Nedjimeni (Oselivca) | comună                               | Raionul Chelmenți                  | Regiunea Cernăuți | Ucraina |
| 12       | Clișcăuți, Hotin            | comună                               | Raionul Hotin                      | Regiunea Cernăuți | Ucraina |
| 13       | Cofa (Conovca)              | comună                               | Raionul Chelmenți                  | Regiunea Cernăuți | Ucraina |
| 14       | Colencăuți                  | comună                               | Raionul Hotin                      | Regiunea Cernăuți | Ucraina |
| 15       | Coteleu                     |                                      | Raionul Noua Suliță                | Regiunea Cernăuți | Ucraina |
| 16       | Cozăreni                    | comună                               | Raionul Chelmenți                  | Regiunea Cernăuți | Ucraina |
| 17       | Cristinești                 | comună                               | Raionul Hotin                      | Regiunea Cernăuți | Ucraina |
| 18       | Cruglic                     | comună                               | Raionul Hotin                      | Regiunea Cernăuți | Ucraina |
| 19       | Darabani (Anadol)           | comună                               | Raionul Hotin                      | Regiunea Cernăuți | Ucraina |
| 20       | Dăncăuți                    | comună                               | Raionul Hotin                      | Regiunea Cernăuți | Ucraina |
| 21       | Dinăuți                     |                                      |                                    |                   |         |
| 22       | Dolineni                    | comună                               | Raionul Hotin                      | Regiunea Cernăuți | Ucraina |
| 23       | Doljoc                      |                                      |                                    |                   |         |
| 24       | Gordeuți                    | comună                               | Raionul Hotin                      | Regiunea Cernăuți | Ucraina |
| 25       | Grimești                    | comună                               | Raionul Briceni                    | Republica Moldova |         |
| 26       | Grineacica                  | sat în comuna Ruhotin, Hotin         | Raionul Hotin                      | Regiunea Cernăuți | Ucraina |
| 27       | Grozinți                    | comună                               | Raionul Hotin                      | Regiunea Cernăuți | Ucraina |
| 28       | Hârtop, Hotin               |                                      |                                    |                   |         |
| 29       | Lencăuți                    | comună                               | Raionul Chelmenți                  | Regiunea Cernăuți | Ucraina |
| 30       | Levinți                     | comună                               | Raionul Chelmenți                  | Regiunea Cernăuți | Ucraina |
| 31       | Macareanca                  | sat în comuna Lencăuți, Chelmenți    | Raionul Chelmenți                  | Regiunea Cernăuți | Ucraina |
| 32       | Malinești                   |                                      | Raionul Noua Suliță                | Regiunea Cernăuți |         |
| 33       | Malinți                     | comună                               | Raionul Hotin                      | Regiunea Cernăuți | Ucraina |
| 34       | Mihăileanca                 | sat în comuna Levinți, Chelmenți     | Raionul Chelmenți                  | Regiunea Cernăuți | Ucraina |
| 35       | Mlinchi                     | sat în comuna Clișcăuți, Hotin       | Raionul Hotin                      | Regiunea Cernăuți | Ucraina |
| 36       | Moșaneți                    | comună                               | Raionul Chelmenți                  | Regiunea Cernăuți | Ucraina |
| 37       | Nedăbăuți                   | comună                               | Raionul Hotin                      | Regiunea Cernăuți | Ucraina |
| 38       | Onutul-Mic                  |                                      |                                    |                   |         |
| 39       | Pășcăuți                    | comună                               | Raionul Hotin                      | Regiunea Cernăuți | Ucraina |
| 40       | Percăuți                    | comună                               | Raionul Chelmenți                  | Regiunea Cernăuți | Ucraina |
| 41       | Perebicăuți                 | comună                               | Raionul Hotin                      | Regiunea Cernăuți | Ucraina |
| 42       | Poiana                      | comună                               | Raionul Hotin                      | Regiunea Cernăuți | Ucraina |
| 43       | Prigorodoc                  | comună                               | Raionul Hotin                      | Regiunea Cernăuți | Ucraina |
| 44       | Putrina                     | sat în comuna Percăuți, Chelmenți    | Raionul Chelmenți                  | Regiunea Cernăuți | Ucraina |
| 45       | Rachitna                    |                                      |                                    |                   |         |
| 46       | Rașcov                      | comună                               | Raionul Hotin                      | Regiunea Cernăuți | Ucraina |
| 47       | Rângaci                     |                                      |                                    |                   |         |
| 48       | Rjavinți                    | comună                               | Raionul Zastavna                   | Regiunea Cernăuți | Ucraina |
| 49       | Rucșin                      | comună                               | Raionul Hotin                      | Regiunea Cernăuți | Ucraina |
| 50       | Ruhotin                     | comună                               | Raionul Hotin                      | Regiunea Cernăuți | Ucraina |
| 51       | Săncăuți                    | comună                               | Raionul Hotin                      | Regiunea Cernăuți | Ucraina |
| 52       | Slobozia-Malinți            |                                      |                                    |                   |         |
| 53       | Stăuceni                    | comună                               | Raionul Hotin                      | Regiunea Cernăuți | Ucraina |
| 54       | Șilăuți                     | comună                               | Raionul Hotin                      | Regiunea Cernăuți | Ucraina |
| 55       | Șirăuții de Sus             | comună                               | Raionul Hotin                      | Regiunea Cernăuți | Ucraina |
| 56       | Șișcăuți                    |                                      |                                    |                   |         |
| 57       | Tulbureni (Crutenchi)       | comună                               | Raionul Hotin                      | Regiunea Cernăuți | Ucraina |
| 58       | Vlădicina                   | sat în comuna Șirăuții de Sus, Hotin | Raionul Hotin                      | Regiunea Cernăuți | Ucraina |
| 59       | Vorniceni                   | comună                               | Raionul Hotin                      | Regiunea Cernăuți | Ucraina |
| 60       | Voronovița                  | comună                               | Raionul Chelmenți                  | Regiunea Cernăuți | Ucraina |
| 61       | Zarojani                    | comună                               | Raionul Hotin                      | Regiunea Cernăuți | Ucraina |